# Parintintín
Parintintín, jedno od plemena iz skupine Tenharim s jugoistoka brazilske države Amazonas na rijekama Madeira i Marmelos. Danas žive na dva rezervata área indígena Ipixuna i área indígena Nove de Janeiro. Parintintini kao i Tupi-Kawahibi nastali su raspadom starih Cabahiba (Kawahíb) nakon napada jednog drugog Tupi plemena, Munduruku. Plemena kao što su Parintintín, Amundáwa, Tenharim, Júma, Karipuna i Diahói sami sebe nazivaju varijantama istog imena koj glase Kagwahiva, Kagwahibm, Kagwahiv, Kawahip, Kavahiva, Kawaib, i Kagwahiph, a njihovi govori dijalekti su istog jezika (tenharim). 
Parintintini su opisani kao veoma ratoboran i opasan narod. Bijahu u neprekidnim ratovima sa susjednim plemenima, kao Mundurukú i Pirahá, ali i s Brazilcima, a bili su i lovci na glave i ljudožderi.
Ekonomija je tipična za kišne šume, kombinacija agrikulture, lova, sakupljanja i napose ribolova.
Populacija im 2000. iznosi 156; po drugim podacima 130 (2000 SIL).